# تازه أباد (مقاطعة دهغلان)
تازه أباد (بالإنجليزية: Tazehabad, Dehgolan)‏ هي منطقة سكنية تقع في كردستان في إيران. يقدر عدد سكانها بـ 214 نسمة .